# Philippe Dereux
Philippe Dereux, né à Lyon le 14 juillet 1918, mort dans la même ville le 23 août 2001, est un plasticien collagiste français célèbre pour ses œuvres à base d'épluchures.

## Biographie
Philippe Dereux naît à Lyon le 14 juillet 1918, d'une famille de petits commerçants.
Il devient instituteur.
Après avoir aidé Jean Dubuffet à Vence à partir de 1955 et pendant plusieurs saisons, en collectant des papillons pour ses collages d'ailes, il se lance, dès 1959, dans la réalisation d'œuvres abstraites et décoratives dans lesquelles il incorpore des épluchures de fruits, d'aubergines ou de pommes de terre collés à la colle vinylique sur carton et colorés à la gouache.

## Œuvres
Dans les musées, l'image des œuvres de Dereux sont souvent inaccessibles. Le site artnet en présente plusieurs artnet.
- L'Arbre rouge, 1963
- La Sortie de la messe, Auxerre, mai 1976
- Les Bagnards, 1977, composition avec les épluchures d'aubergine, courgette, avocat, banane, poivron, noyau de pêche, orange, melon, tomate, 70 × 52 cm voir le dossier pédagogique de Fiorano Modenese[4], Villeurbanne, octobre, localisation inconnue
- Douze justiciers, 1979 [5]
- Gros Jean, 1977, épluchure sur panneau, 60 × 23 cm, collection Antoine de Galbert, exposé en 2014 avec d'autres tableaux à la Maison rouge, Paris[6]
- Le Rassemblement des chauves, Villeurbanne, juin 1985,
- Les Trois Fakirs, 1989, épluchure, technique mixte, 70 × 20 cm présenté sur artnet, localisation inconnue
- Les Prix d'excellence, 1990
- Les Grenadiers, 1994

## Ouvrages
- Petit Traité des Épluchures, Paris, éd. Juilliard, 1966Réédition 1994 (Galerie Chave - Vence)
- XX ans d'épluchures, Vence, éd. Pierre Chave, 1981
- Sagesse des épluchures, Marseille, éd. Les Amis de l'œuf sauvage, 2001
- L'Enfer d'écrire, suivi de La Grande Parade (préface de Claude Roffat), éd. Les Amis de l'œuf sauvage, 2002
- Le Temps des assassins, illustré par Denis Pouppeville, éd. Les Amis de l'œuf sauvage, 2003

Ouvrages collectifs
- Autour de La Fontaine par Bernard Gouttenoire, éditions Les Traboules 1995, Dereux illustre ici la fable "l'huître et les plaideurs" en regard d'un texte de René Belletto (de connivence avec le peintre, Belletto dans chacun de ses livres fait mention d'une œuvre de PH.D chez l'un ou l'autre de ses héros).
- Portraits d'artistes par Bernard Gouttenoire, photographies de Vincent Dargent, éditions Le Progrès de Lyon, 1996 pages 54 et 55.
- Dictionnaire des peintres et des sculpteurs à Lyon 19e et 20e, par Bernard Gouttenoire, éditions La Taillanderie 2000, pages 113 et 114.

## Expositions
De nombreuses expositions publiques lui ont été consacrées de son vivant à Vence, Lyon, Grenoble et Paris :
- 1964 : Cinquante ans de collages, Musée de Saint-Étienne, Musée des arts décoratifs de Paris.
- 1968 : L'art vivant, Fondation Maeght.
- 1984 : Musée des arts décoratifs de Paris.
- 1985 : Centre d'art de Flaine.
- 1987 : Neuve Invention, Collection de l'art brut, de Lausanne.
- 1997 : Musée de Vienne.
- 1999 : Centre culturel de Villefranche sur Saône et manifestations à Londres et New York.
- 2003 : Halle Saint-Pierre, Paris.

Expositions de la Galerie Alphonse Chave à Vence :
- 1965 : Les travaux d'épluchures.
- 1968 : Épluchures pures, épluchures parées, peintures, lithographies.
- 1972 : Haute Tension.
- 1981-1983 : XX ans d'épluchures.
- 1989 : Théâtres d'épluchures.
- 1994 : Le petit traité des épluchures.
- 1999 : Une vie.
- 2007 : Rétrospective des œuvres de 1960 à 2000.
- 2009 : Exposition Dereux/DubuffetDubuffet,Musée des beaux-arts de Lyon du 25 juin au 21 septembre 2009[8]. La page présentant L'arbre rouge, 1963, n'est plus accessible.Actuellement une exposition à La Maison rouge, Paris, présente quelques œuvres de cet artiste.
- 2012 : Philippe Dereux (1918-2001). Mémoires des épluchures, galerie Chave, Vence. La rétrospective est composée de la collection personnelle de Dereux, dont beaucoup n'ont jamais été montrée. Il y a plus de cent quarante œuvres exposées[9].

- 2014 : Le Mur, œuvres de Philippe Dereux exposées, avec les 1200 œuvres de la collection Antoine de Galbert à La Maison rouge, fondation Antoine-de-Galbert[10]

### Filmographie
- L'affaire Dubuffet, film de Cécile Déroudille. Résumé : correspondance croisée entre Jean Dubuffet, Philippe Dereux et le critique d'art René Deroudille retraçant le combat mené en 1956 pour que le premier tableau de J. Dubuffet soit acheté par un musée français. Avec la participation de Philippe Dereux, 26 min, 1997. Édité en DVD par Re:Voir. Pour plus d'informations, consulter le site http://www.cecilederoudille.com
- Philippe Dereux, colleur d'épluchures, film de Cécile Déroudille. Portrait de Philippe Dereux réalisé à partir d'extraits de textes écrits par l'artiste, ainsi que diverses archives visuelles. 9 min, 2004. Pour plus d'informations, consulter le site http://www.cecilederoudille.com